# Hasan Karmi
Pour les articles homonymes, voir Karmi.
 (mai 2024).
La mise en forme du texte ne suit pas les recommandations de Wikipédia : il faut le « wikifier ».
Les points d'amélioration suivants sont les cas les plus fréquents. Le détail des points à revoir est peut-être précisé sur la page de discussion.
- Les titres sont pré-formatés par le logiciel. Ils ne sont ni en capitales, ni en gras.
- Le texte ne doit pas être écrit en capitales (les noms de famille non plus), ni en gras, ni en italique, ni en « petit »…
- Le gras n'est utilisé que pour surligner le titre de l'article dans l'introduction, une seule fois.
- L'italique est rarement utilisé : mots en langue étrangère, titres d'œuvres, noms de bateaux, etc.
- Les citations ne sont pas en italique mais en corps de texte normal. Elles sont entourées par des guillemets français : « et ».
- Les listes à puces sont à éviter, des paragraphes rédigés étant largement préférés. Les tableaux sont à réserver à la présentation de données structurées (résultats, etc.).
- Les appels de note de bas de page (petits chiffres en exposant, introduits par l'outil «  Source ») sont à placer entre la fin de phrase et le point final[comme ça].
- Les liens internes (vers d'autres articles de Wikipédia) sont à choisir avec parcimonie. Créez des liens vers des articles approfondissant le sujet. Les termes génériques sans rapport avec le sujet sont à éviter, ainsi que les répétitions de liens vers un même terme.
- Les liens externes sont à placer uniquement dans une section « Liens externes », à la fin de l'article. Ces liens sont à choisir avec parcimonie suivant les règles définies. Si un lien sert de source à l'article, son insertion dans le texte est à faire par les notes de bas de page.
- La présentation des références doit suivre les conventions bibliographiques. Il est recommandé d'utiliser les modèles {{Ouvrage}}, {{Chapitre}}, {{Article}}, {{Lien web}} et/ou {{Bibliographie}}. Le mode d'édition visuel peut mettre en forme automatiquement les références.
- Insérer une infobox (cadre d'informations à droite) n'est pas obligatoire pour parachever la mise en page.

Pour une aide détaillée, merci de consulter Aide:Wikification.
Si vous pensez que ces points ont été résolus, vous pouvez retirer ce bandeau et améliorer la mise en forme d'un autre article.
Hasan Sa'id Karmi ( en arabe : حسن سعيد الكرمي ; 1905 - 5 mai 2007) est un auteur, linguiste et animateur  palestinien du service arabe de la BBC.

## Biographie
Hasan Karmi est né à Tulkarem (alors située dans l'Empire ottoman, actuellement en Cisjordanie) en 1905. Fils du juge Cheikh Sa'id al-Karmi et frère du poète Abd al-Karim al-Karmi, Hasan Karmi a étudié dans une école coranique de Tulkarem avant de rejoindre le Collège anglais de Jérusalem en 1925. Il travailla ensuite en tant que professeur d'anglais et de mathématiques dans plusieurs écoles pour le département de l'éducation du gouvernement du mandat britannique.
En 1939 et 1945, il remporta deux bourses d'études pour intégrer  l'université de Londres, où il étudia la langue anglaise.
Hasan Karmi était marié à une ressortissante syrienne, Amina. Ensemble, ils eurent un fils, Ziyad, et deux filles, Siham et Ghada Karmi.
Sa fille, Ghada Karmi, née en 1939 à Jérusalem, devint universitaire, médecin et romancière.
Hasan Karmi rentra en Jordanie en 1989 et y passa le reste de sa vie. Il y publia notamment onze dictionnaires, un arabe-anglais, le reste anglais-arabe.

## Vie professionnelle
Installé à Londres, Hasan Karmi rejoint le service arabe de la BBC et y travailla en tant qu'animateur pendant près de 40 ans. Il y fût le créateur et présentateur de l'émission littéraire hebdomadaire intitulée Qawlun ala Qawl (Dires sur un dicton) consacrée à la poésie et aux proverbes arabes. Il écrivit également une chronique dans le média Huna London (London Calling), distribué par l'ambassade de l'Arabie Saoudite pour le compte du service arabe de la BBC.
En 1969, Karmi reçu l'ordre de l'Empire britannique  pour services rendus à la BBC.

## Décès
Hasan Karmi est décédé le 5 mai 2007 à Amman, en Jordanie, à l'âge de 102 ans.